# فرودگاه آبی نی لیک
فرودگاه آبی نی لیک (به انگلیسی: Knee Lake Water Aerodrome) یک فرودگاه خصوصی است که یک باند فرود آب دارد. این فرودگاه در کشور کانادا قرار دارد و در ارتفاع ۱۷۶ متری از سطح دریا واقع شده است.